# أبو منجل أقرع جنوبي
أبو منجل أقرع جنوبي (Geronticus calvus) أو أبو منجل منطقة الكاب وهو طائر ينتمي لجنس Geronticus والذي ينتمي إلى عائلة أبو منجليات ، وهو طائر يتواجد في البيئات الشبه الصحراوية وفي المراعي المفتوحة وفي المناطق الجبلية في جنوب أفريقيا.

## الوصف
- ولهذا الطائر ريش لونه أسود باهت مع أزرق وأحمر مزكرش ، أما وجهه فهو غير مريش وله جلد أبيض على العينين وجلد أحمر فوق الجبهة أما المنقار قهو أحمر اللون .ويولد هذا الطائر فوق المنحدرات وعلى الجبال ويضع من 2-3 بيضة والتي تحضن لمدة 21 يوما قبل التفقيس. ويتغذى على الحشرات والزواحف الصغيرة ، والقوارض . وهو يختلف عن باقي أبو منجليات على أنه يعيش في المنحدرات بدل الأشجار .

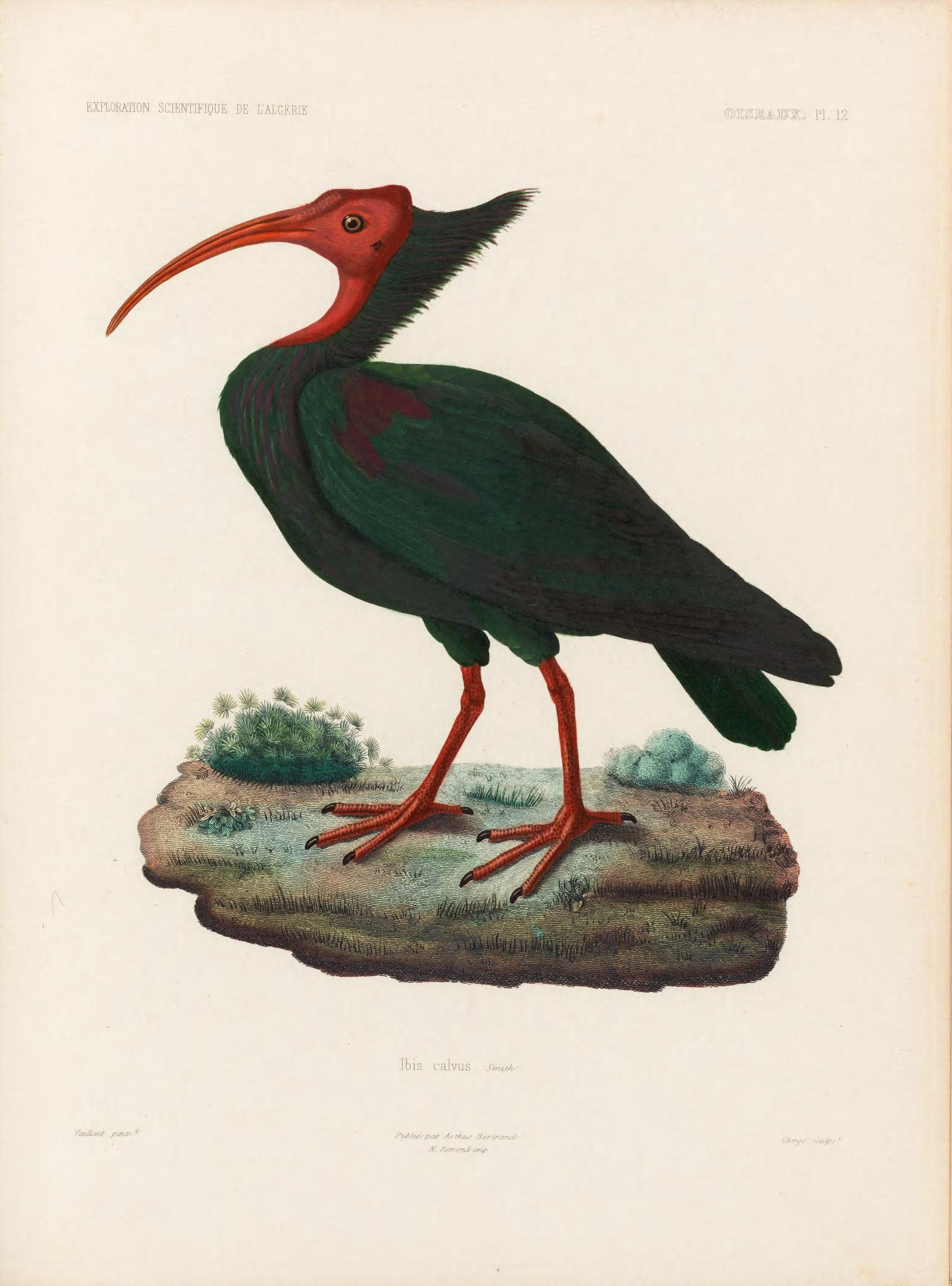
رسم توضيحي للطائر، في الجزائر 1844-1867

- رسم توضيحي للطائر، في الجزائر 1844-1867